# Petros Manos
Petros Manos (grego: Πέτρος Μάνος; 7 de abril de 1871 - 4 de abril de 1918) foi um oficial da cavalaria grega e esgrimista. Ele representou seu país nos Jogos de Estocolmo, em 1912.

## Biografia
Nascido na cidade de Atenas em 1871, Manos era filho do oficial do exército grego Thrasiboulos Manos com Roxanne Mavromichali, filha de Petro Mavromichalis. Ele era irmão de Konstantinos Manos. Do lado de seu pai, veio de uma antiga família de Fanariotas, enquanto sua mãe, Roxanne, era neta de Kyriakoulis Mavromichalis. Forma-se na Academia Militar de Evelpidon em 1892 e segue a carreira como oficial da cavalaria. Manos luta em Creta em 1896 e 1897, também participa da guerra greco-turca de 1897 e na Macedônia em 1904-1907. Esta última, sob o apelido de "Capitão Verga", além das guerras dos Bálcãs. Renuncia do exército em 1909. Após as guerras dos Bálcãs, assume o sub-quartel no palácio e, em 1917, exila-se junto com a família real na Suíça, onde falece em 4 de abril de 1918.
Foi membro fundador da "Companhia Nacional", presidente do Comitato macedônio e atleta de esgrima do Clube Ateniense. Ele participou dos Jogos Olímpicos de Estocolmo, em 1912.